# Tillenay
Tillenay település Franciaországban, Côte-d’Or megyében. Lakosainak száma 744 fő (2022. január 1.). Tillenay Villers-les-Pots, Auxonne, Champdôtre, Les Maillys és Pont községekkel határos.

## Népesség
A település népessége az elmúlt években az alábbi módon változott:
| Lakosok száma | 479  | 452  | 476  | 605  | 700  | 759  | 762  | 746  | 738  | 744  |
|               | 1968 | 1982 | 1990 | 2006 | 2013 | 2015 | 2017 | 2019 | 2020 | 2022 |